# 瑟蘭河
瑟蘭河（法語：Serein，法語發音：[səʁɛ̃] ⓘ）是法國的河流，位於該國東部勃艮第，屬於約訥河的右支流，河道全長188公里，流域面積1,120平方公里，平均流量每秒7.74立方米。

## 外部連結
- http://www.geoportail.fr （页面存档备份，存于）
- The Serein at the Sandre database